# John Sturrock
John Duncan "Jan" Sturrock (OBE) (20. marts 1915 - 20. juli 1974) var en engelsk roer fra Weymouth.
Sturrock vandt ved OL 1936 i Berlin en sølvmedalje for Storbritannien i firer uden styrmand, hvor Martin Bristow, Alan Barrett og Peter Jackson udgjorde resten af besætningen. I finalen blev briterne besejret af den tyske båd, der vandt guld, mens Schweiz fik bronze. Det var det eneste OL han deltog i.

## OL-medaljer
- 1936:  Sølv i firer uden styrmand